# Weierstrass-substitutie
De Weierstrass-substitutie, genoemd naar de Duitse wiskundige Karl Weierstrass, is een methode om met behulp van substitutie een integraal te berekenen. Met deze methode kan de primitieve functie van een rationale functie in {\displaystyle \sin(x)} en {\displaystyle \cos(x)} worden bepaald. Door de substitutie ontstaat een nieuwe rationale functie in de nieuwe variabele {\displaystyle t.}

## Vorm van de substitutie
De substitutie wordt gebruikt om de integraal te bepalen van een rationale functie {\displaystyle R} van {\displaystyle \sin(x)} en {\displaystyle \cos(x),} dus een breuk met in teller en noemer een polynoom die machten van {\displaystyle \sin(x)} en {\displaystyle \cos(x)} bevat. Andere goniometrische functies kunnen ook voorkomen aangezien die tot sinussen en cosinussen kunnen worden herleid. De integraal is dus van de vorm:
{\displaystyle \int R(\cos(x),\sin(x))\ \mathrm {d} x}
De Weierstrass-substitutie die in dat geval voor {\displaystyle -\pi <x\leq \pi } kan worden toegepast, is:
{\displaystyle x=2\arctan(t)}
dus
{\displaystyle t=\tan({\tfrac {1}{2}}x)}
Door deze substitutie worden {\displaystyle \sin(x)} en {\displaystyle \cos(x)} als functie van {\displaystyle t}:
{\displaystyle \sin(x)={\frac {2t}{1+t^{2}}}}
{\displaystyle \cos(x)={\frac {1-t^{2}}{1+t^{2}}}}
Deze uitdrukkingen volgen uit de basisformules van de goniometrie door overgang op de halve hoek:
{\displaystyle \sin(x)=2\sin({\tfrac {1}{2}}x)\cos({\tfrac {1}{2}}x)=2\tan({\tfrac {1}{2}}x)\cos ^{2}({\tfrac {1}{2}}x)={\frac {2\tan({\tfrac {1}{2}}x)}{\sec ^{2}({\tfrac {1}{2}}x)}}={\frac {2\tan({\tfrac {1}{2}}x)}{1+\tan ^{2}({\tfrac {1}{2}}x)}}={\frac {2t}{1+t^{2}}}}
en:
{\displaystyle \cos(x)=2\cos ^{2}({\tfrac {1}{2}}x)-1={\frac {2}{\sec ^{2}\left({\frac {x}{2}}\right)}}-1={\frac {2}{1+\tan ^{2}\left({\frac {x}{2}}\right)}}-1={\frac {2}{1+t^{2}}}-1={\frac {1-t^{2}}{1+t^{2}}}}
Verder is:  
{\displaystyle {\frac {\mathrm {d} \tan({\tfrac {1}{2}}x)}{\mathrm {d} x}}={\tfrac {1}{2}}(1+\tan ^{2}({\tfrac {1}{2}}x))}
dus
{\displaystyle \mathrm {d} x={\frac {2\mathrm {d} t}{1+t^{2}}}}
Het resultaat van deze substitutie is een rationale functie in de variabele {\displaystyle t.}

## Voorbeeld 1
Een speciaal geval doet zich voor als de te integreren functie alleen even machten van de sinus en cosinus bevat:
{\displaystyle \int R(\cos ^{2}(x),\sin ^{2}(x))\,\mathrm {d} x}
Dan is de substitutie
{\displaystyle t=\tan(x)}
beter geschikt en worden de bijhorende substituties:
{\displaystyle \sin ^{2}(x)={\frac {t^{2}}{1+t^{2}}}}
{\displaystyle \cos ^{2}(x)={\frac {1}{1+t^{2}}}}
en voor de differentiaal:
{\displaystyle \mathrm {d} x={\frac {\mathrm {d} t}{1+t^{2}}}}

## Voorbeeld 2
De integrand in de volgende integraal is een rationale functie:
{\displaystyle I=\int {\frac {\sin(x)}{1+\sin(x)+\cos(x)}}\ \mathrm {d} x}
Na toepassing van de Weierstrass-substitutie wordt dit een rationale integraal in de variabele {\displaystyle t:}
{\displaystyle I=\int {\frac {2t}{(t+1)(t^{2}+1)}}\ \mathrm {d} t}
Deze integraal kan verder met breuksplitsing worden berekend:
{\displaystyle I=\int \left(-{\frac {1}{t+1}}+{\frac {t+1}{t^{2}+1}}\right)\,\mathrm {d} t}
zodat:
{\displaystyle I=-\ln |t+1|+{\tfrac {1}{2}}\ln(t^{2}+1)+\arctan(t)+K}
Na terugsubstitutie van {\displaystyle t=\tan({\tfrac {1}{2}}x)} volgt:
{\displaystyle I={\tfrac {1}{2}}x-\ln \ \left|\ \sin({\tfrac {1}{2}}x)+\cos({\tfrac {1}{2}}x)\ \right|+K}

## Websites
- MathWorld. Weierstrass Substitution.